# Liechtenstein az 1964. évi téli olimpiai játékokon
Liechtenstein az ausztriai Innsbruckban megrendezett 1964. évi téli olimpiai játékok egyik részt vevő nemzete volt. Az országot az olimpián 2 sportágban 6 sportoló képviselte, akik érmet nem szereztek.

## Alpesisí
Férfi
| Versenyző            | Versenyszám      | Selejtező | Selejtező | Selejtező | Selejtező | Döntő    | Döntő    | Döntő    | Döntő    | Döntő      | Döntő      |
| Versenyző            | Versenyszám      | 1. futam  | 1. futam  | 2. futam  | 2. futam  | 1. futam | 1. futam | 2. futam | 2. futam | Összesítés | Összesítés |
| Versenyző            | Versenyszám      | Idő       | Hely.     | Idő       | Hely.     | Idő      | Hely.    | Idő      | Hely.    | Idő        | Helyezés   |
| -------------------- | ---------------- | --------- | --------- | --------- | --------- | -------- | -------- | -------- | -------- | ---------- | ---------- |
| Josef Gassner        | Lesiklás         |           |           |           |           |          |          |          |          | 2:37,38    | 53.        |
| Josef Gassner        | Műlesiklás       | 1:05,78   | 57.       | 1:01,90   | 32.       | kiesett  | kiesett  | kiesett  | kiesett  | kiesett    | kiesett    |
| Josef Gassner        | Óriás-műlesiklás |           |           |           |           |          |          |          |          | 2:10,67    | 47.        |
| Hans-Walter Schädler | Lesiklás         |           |           |           |           |          |          |          |          | 2:35,84    | 48.        |
| Hans-Walter Schädler | Műlesiklás       | 1:01,53   | 48.       | 59,62     | 24.       | 1:20,29  | 37.      | 1:11,71  | 37.      | 2:32,00    | 36.        |
| Hans-Walter Schädler | Óriás-műlesiklás |           |           |           |           |          |          |          |          | 2:05,08    | 40.        |
| August Wolfinger     | Lesiklás         |           |           |           |           |          |          |          |          | 2:37,25    | 52.        |
| August Wolfinger     | Műlesiklás       | 1:09,75   | 66.       | 1:07,72   | 47.       | kiesett  | kiesett  | kiesett  | kiesett  | kiesett    | kiesett    |
| August Wolfinger     | Óriás-műlesiklás |           |           |           |           |          |          |          |          | 2:10,64    | 46.        |

## Szánkó
| Versenyző       | Versenyszám | 1. futam | 1. futam | 2. futam      | 2. futam      | 3. futam | 3. futam | 4. futam | 4. futam | Összesítés | Összesítés |
| Versenyző       | Versenyszám | Idő      | Hely.    | Idő           | Hely.         | Idő      | Hely.    | Idő      | Hely.    | Idő        | Helyezés   |
| --------------- | ----------- | -------- | -------- | ------------- | ------------- | -------- | -------- | -------- | -------- | ---------- | ---------- |
| Hans Nägele     | Férfi egyes | 59,65    | 27.      | 1:04,56       | 29.           | 1:00,65  | 27.      | 1:01,43  | 28.      | 4:06,29    | 27.        |
| Johann Schädler | Férfi egyes | 1:03,16  | 30.*     | nem ért célba | nem ért célba | kiesett  | kiesett  | kiesett  | kiesett  | kiesett    | kiesett    |
| Magnus Schädler | Férfi egyes | 1:03,16  | 30.*     | 1:03,26       | 27.           | 1:05,75  | 30.      | 1:04,94  | 30.      | 4:17,11    | 30.        |

* - egy másik versenyzővel azonos eredményt ért el